# ペスカ岡山
PESCA OKAYAMA（ぺすかおかやま）は、岡山県岡山市北区にある地下街。かつての「岡山駅地下商店街」が改装してオープンした。株式会社ウエスト（東京都渋谷区）が運営。名称はイタリア語で桃を意味する。

## 概要

### 岡山駅地下商店街→岡山駅地下三番街　時代
岡山駅地下三番街は1959年（昭和34年）に中四国地方初の地下街として「岡山駅地下商店街」の名称でオープンした。当時は駅前で最も賑やかだった駅前町と岡山駅を繋ぐ役割を果たしていた。その後、1961年（昭和36年）に岡山会館ビルが完成すると、同ビル地下1階と地下街が接続された。
1974年（昭和49年）南隣に開業した岡山一番街と岡山会館2階の「岡山会館二番街」二番街を結ぶ地下街として1977年（昭和52年）頃に「岡山駅地下三番街」と名称を変更した。
入口の看板には「岡山駅地下三番街（食堂街）」と描かれるなど、テナントは食事処や居酒屋などの飲食店が中心で隆盛を極めたが、岡山一番街を介して連絡する本町の髙島屋岡山店（1973年（昭和48年）開業）や駅前町のドレミの街（ダイエー1978年・（昭和53年）開業）等の大型店が相次いでオープンしてからは、人の流れは変わっていった。また、若年層をターゲットに衣料品店を中心に構成しリフレッシュを繰り返し、テナントの入替も積極的に行われた一番街とは対照的に、三番街は改装は行ったものの基本的な店舗構成は変わらず、建物自体の老朽化・陳腐化も否めなかった。
その後も一日の平均通行者数は約7500人（平日）であり、地下道として人通りは少なくなかったが、商業施設としては岡山会館や駅前商店街とともに徐々に衰退し2003年（平成15年）には岡山会館の運営会社である「株式会社岡山会館」が倒産。商業施設を介しての岡山駅と駅前商店街の連絡機能を失った。そして2006年（平成18年）6月、岡山会館から供給されている電力、空調設備がビルの工事の為に止められることが発表。これにより、三番街は一時閉鎖となった。

### (株)ウエストによる買収
その後、2007年（平成19年）11月に岡山会館ビルが成通岡山ビルとして再オープン後も閉鎖状態が続いていたが、運営会社の大和から権利を買い取った「株式会社ウエスト」が2008年（平成20年）7月から全面改装工事を実施、高級ホテルをイメージした大理石張りの内装にするほか、耐震補強を施し、排煙設備も設置し、衣料品などの新規店舗を導入して、2009年（平成21年）3月を目処に再オープンする予定であった。

### ペスカ岡山として開業

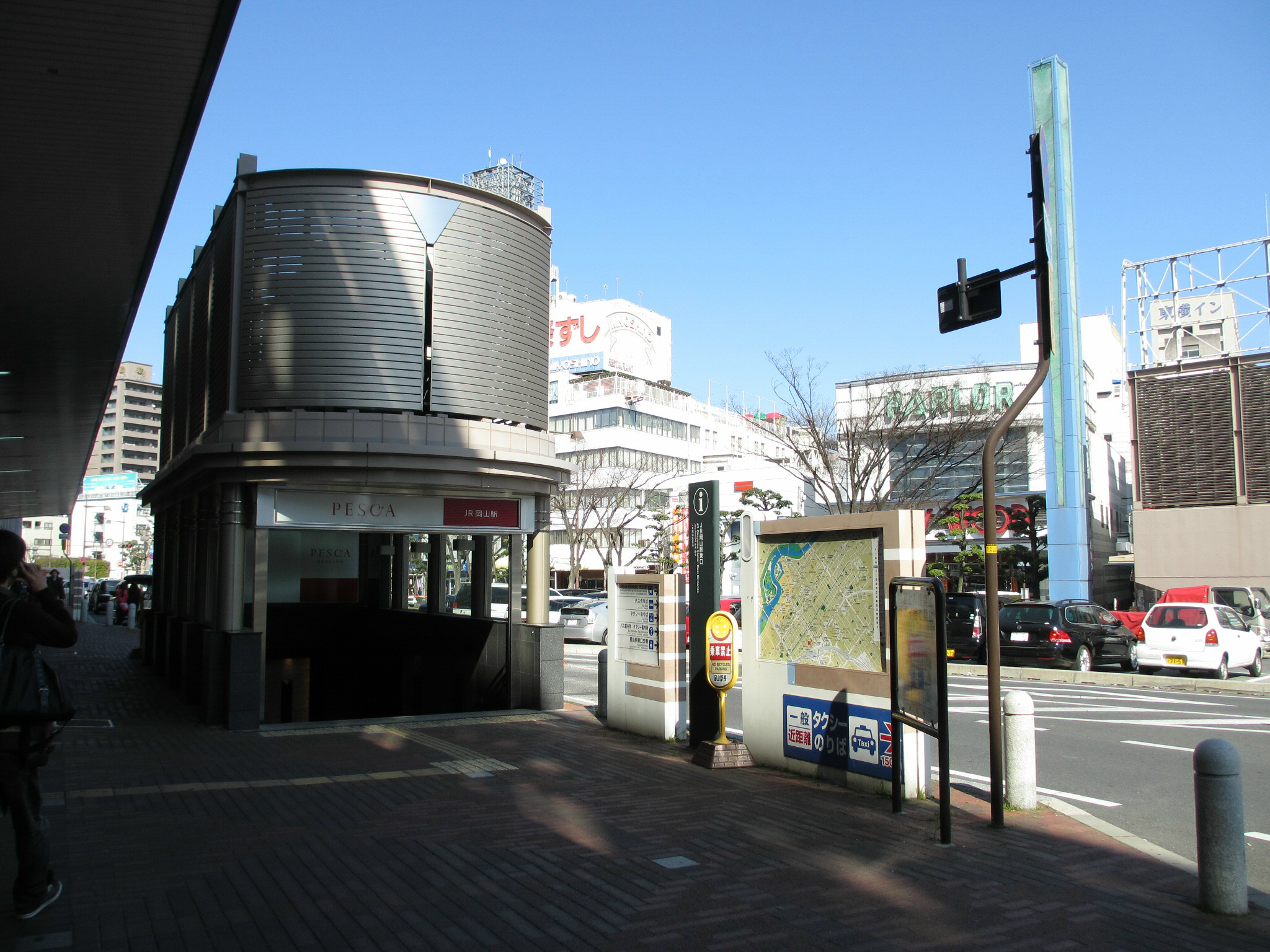
地上出入口（2013年）

テナント誘致は難航し、2009年7月、その後同年秋、さらに2010年（平成22年）春と、度々開業時期が延期された。2010年（平成22年）6月18日に、同地下街は「ペスカ岡山」の名称でオープンした。名称の「ペスカ」はイタリア語で「桃」を意味するものである。
当初は14店で開業。岡山県初の有料の公衆トイレも設置された。2011年（平成23年）時点では19店で営業していたが、三番街時代と異なり成通岡山ビルと直接地下で連絡しないことも災いし、人通りが少なく店舗が減少。2023年現在、入居区画よりも空き区画の方が多い。一番街内の通路は24時間通行可能なのに対しペスカ専用出入り口は夜間はシャッターが閉まり通行不可能になっており、岡山市より通路を24時間通行可能にするように幾度と通告を受けているが、犯罪防止を理由に受け入れていない。
2022年11月の「岡山市駅前町一丁目2番3番4番地区第一種市街地再開発事業」の着工に伴い立ち退きした、チケットセンター駅前店（金券ショップ）が岡山地下街店として、またダイコクドラッグ岡山駅前店が岡山駅地下改札前店として当施設内に移転している。

なおウエストの社長は、岡山県赤磐市の出身で、菱和ライフクリエイト（現・クレアスライフ）創業者、ルーデン・ホールディングス取締役会長などを務める西岡進である。

## 周辺・アクセス

### 岡山一番街・サンステーションテラス岡山
「岡山一番街」は隣接する地下街で1974年（昭和49年）に開業。2006年（平成18年）には岡山駅構内の商業施設（駅ナカ）、サンステーションテラス岡山、通称「さんすて岡山」が開業している。両社とも山陽SC開発株式会社により運営・管理されており当施設とは会社的にも歴史的にも関係は浅い。

### 成通岡山ビル
旧名称である「岡山地下三番街」以前の時代では、成通岡山ビル前身の岡山会館と地下で直接連絡しており歴史的にも関係があったが、現在ペスカ岡山の「株式会社ウエスト」と、成通岡山ビルの「株式会社成通」は会社的には関係が浅い。

### アクセス
- 岡山駅　-　西日本旅客鉄道（JR西日本）　地下改札口を出て、階段を下りて左すぐ目の前。
- 岡山駅前電停 -　岡電　ビックカメラ前一番街入り口から入っていき、岡山駅地下改札口方面に進み、右方向突き当たり。